# Роггенбург (Базель-Ланд)
Роггенбург (нім. Roggenburg BL) — громада  в Швейцарії в кантоні Базель-Ланд, округ Лауфен.

## Географія
Громада розташована на відстані близько 55 км на північ від Берна, 31 км на захід від Лісталя.
Роггенбург має площу 6,7 км², з яких на 3,3% дозволяється будівництво (житлове та будівництво доріг), 50% використовуються в сільськогосподарських цілях, 46,6% зайнято лісами, 0,1% не є продуктивними (річки, льодовики або гори).

## Демографія
2019 року в громаді мешкало 279 осіб (-2,4% порівняно з 2010 роком), іноземців було 11,8%. Густота населення становила 42 осіб/км².
За віковим діапазоном населення розподілялося таким чином: 16,8% — особи молодші 20 років, 63,4% — особи у віці 20—64 років, 19,7% — особи у віці 65 років та старші. Було 129 помешкань (у середньому 2,1 особи в помешканні).
Із загальної кількості 60 працюючих 28 було зайнятих в первинному секторі, 11 — в обробній промисловості, 21 — в галузі послуг.